# Islamocantharis orientalis
Islamocantharis orientalis là một loài bọ cánh cứng trong họ Cantharidae. Loài này được Wittmer & Magis miêu tả khoa học năm 1978.